# 无争议冠军
无争议冠军（英語：undisputed champion）在职业拳击界中是指获得所有主要拳击组织世界拳王头衔的拳击手。

## 历史
在20世纪60年代之前，绝大多数拳王都是没有争议的，当时“无争议冠军”很少被使用。
1963年，世界拳击理事会（WBC）成立，与世界拳击协会（WBA）分庭抗礼，60、70年代便出现了许多无争议冠军。
1984年国际拳击联合会（IBF）的创立造成了冠军头衔的进一步分裂。
1985年至1987年间，经过谈判，重量级冠军头衔曾得以短暂的统一，迈克·泰森成为了自1978年利昂·斯平克斯后首位同时拥有WBA、WBC与IBF头衔的无争议冠军。
1988年世界拳击组织（WBO）成立后则花了很长时间才成为有影响力的拳击组织。2001年WBA终于决定给予WBO冠军与WBA、WBC、IBF冠军同样的认可。而此后WBC、IBF也开始承认WBO冠军头衔。
有些人认为，WBO头衔是成为无争议冠军的必要条件。但也有人认为，只要同时拥有WBA、WBC与IBF拳王头衔，便可称为无争议冠军。其他较小的拳击组织，如国际拳击组织（IBO）、国际拳击联盟（IBU）等，则不在无争议冠军的判断标准之中。